# BNIP3
BNIP3 (англ. BCL2 interacting protein 3) – білок, який кодується однойменним геном, розташованим у людей на короткому плечі 10-ї хромосоми. Довжина поліпептидного ланцюга білка становить 259 амінокислот, а молекулярна маса — 27 832.
| 10         |  | 20         |  | 30         |  | 40         |  | 50         |
| ---------- |  | ---------- |  | ---------- |  | ---------- |  | ---------- |
| MGDAAADPPG |  | PALPCEFLRP |  | GCGAPLSPGA |  | QLGRGAPTSA |  | FPPPAAEAHP |
| AARRGLRSPQ |  | LPSGAMSQNG |  | APGMQEESLQ |  | GSWVELHFSN |  | NGNGGSVPAS |
| VSIYNGDMEK |  | ILLDAQHESG |  | RSSSKSSHCD |  | SPPRSQTPQD |  | TNRASETDTH |
| SIGEKNSSQS |  | EEDDIERRKE |  | VESILKKNSD |  | WIWDWSSRPE |  | NIPPKEFLFK |
| HPKRTATLSM |  | RNTSVMKKGG |  | IFSAEFLKVF |  | LPSLLLSHLL |  | AIGLGIYIGR |
| RLTTSTSTF  |  |            |  |            |  |            |  |            |

A: Аланін

C: Цистеїн

D: Аспарагінова кислота

E: Глутамінова кислота

F: Фенілаланін

G: Гліцин

H: Гістидин

I: Ізолейцин

K: Лізин

L: Лейцин

M: Метіонін

N: Аспарагін

P: Пролін

Q: Глутамін

R: Аргінін

S: Серин

T: Треонін

V: Валін

W: Триптофан

Кодований геном білок за функцією належить до фосфопротеїнів. 
Задіяний у таких біологічних процесах, як апоптоз, взаємодія хазяїн-вірус. 
Локалізований у мембрані, мітохондрії, зовнішній мембрані мітохондрій.